# Горіховий Гай (парк)
Горі́ховий Гай — парк у Франківському районі міста Львова, у місцевості Кульпарків. Розташований між вулицями Володимира Великого, Княгині Ольги та залізничною колією лінії Львів — Ходорів.

## Природа парку
Назва парку походить від плодів-горішків граба і волоських горіхів, кількість якого переважає у парку, хоча тут є також буки, дуби, ясені, берези, верби, акації, клени, тополі, алича, горобина, ялини, гіркокаштан звичайний, яблуні, глід, бузина, туї, вільха, шовковиця, осика і груші і т. д., а також невеликий тополяний і ялиновий гай.
На території парку є два озерця і так звана «Олеська долина», якою протікає потічок Вулька (Вулецький потік), що впадає до Полтви, а ось друге вже висохло й заростає рослинністю. Влітку 2014 року «Олеську долину» почистили та вдалося очистити джерела на дні озера, тому сподіваються, що водойма знову наповниться.
В озері є популяція крижня і курочки водяної, поблизу ялинового гаю можна побачити куниць, білки і припутні тощо. У парку трапляються співочі птахи: дрозди, солов'ї, зяблики, шпаки тощо.В 2025 році було виявлено кишкову паличку.

## Історія
Парк «Горіховий Гай» був закладений на початку 1970-х років з парного боку вулиці Володимира Великого. Офіційну назву парк отримав у 1974 році, напередодні святкувань чергової річниці звільнення Львова від німецької окупації — «Парк 30-річчя звільнення Львова», а на початку 1990-х років парку повернена історична назва.
У грудні 1978 року посеред парку зведено споруду дитячого кінотеатру «Орлятко», котрий за часів незалежної України змінив назву на «Сокіл». Нині тут розташований львівський кіноцентр «Lviv Film Center» — освітній центр та кінотеатр незалежного, авторського, «іншого» кіно. В теплу пору року кінопокази проходять і на даху центру.
На південній околиці парку споруджено дерев'яну православну церкву, освячену на честь Стрітення Господнього. Поблизу парку, при перехресті з вулицею Тролейбусною у 1996 році збудовано греко-католицький храм Вознесіння Господнього. Згодом у 2004-2005 роках поряд з храмом, за проектом архітектора Юрія Верхоли, збудовано будівлю навчально-катехитичного центру парафії із дзвіницею, яка прикрашена мозаїчною іконою Богородиці Оранти (автор мозаїки художник-монументаліст Григорій Олексюк).
Від 2015 року, щорічно, на одному зі ставків проходить традиційна Йорданська купіль.

## Світлини

Львівський кіноцентр
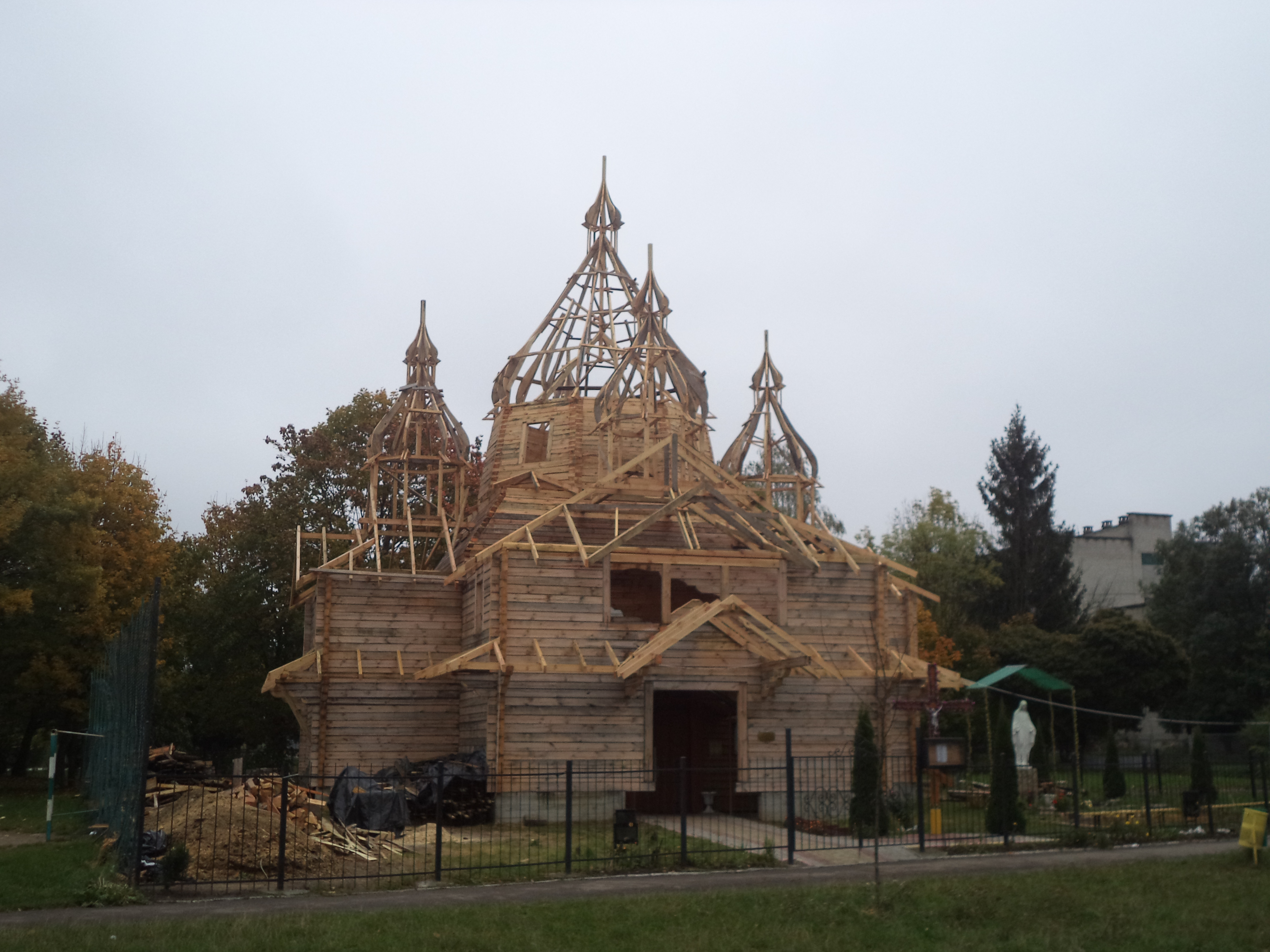
Будівництво Церкви Стрітення Господнього (2016)
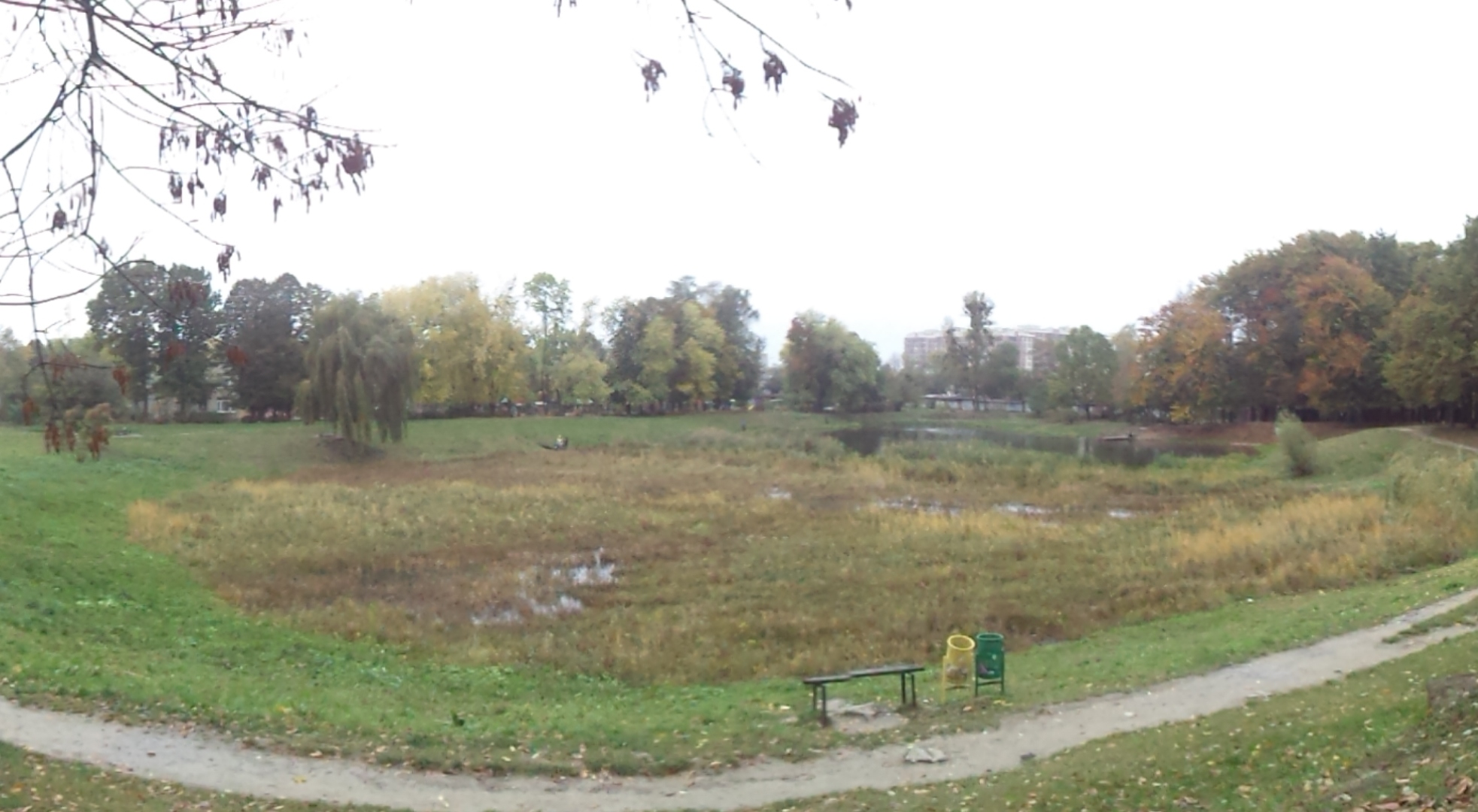
Висохлий ставок
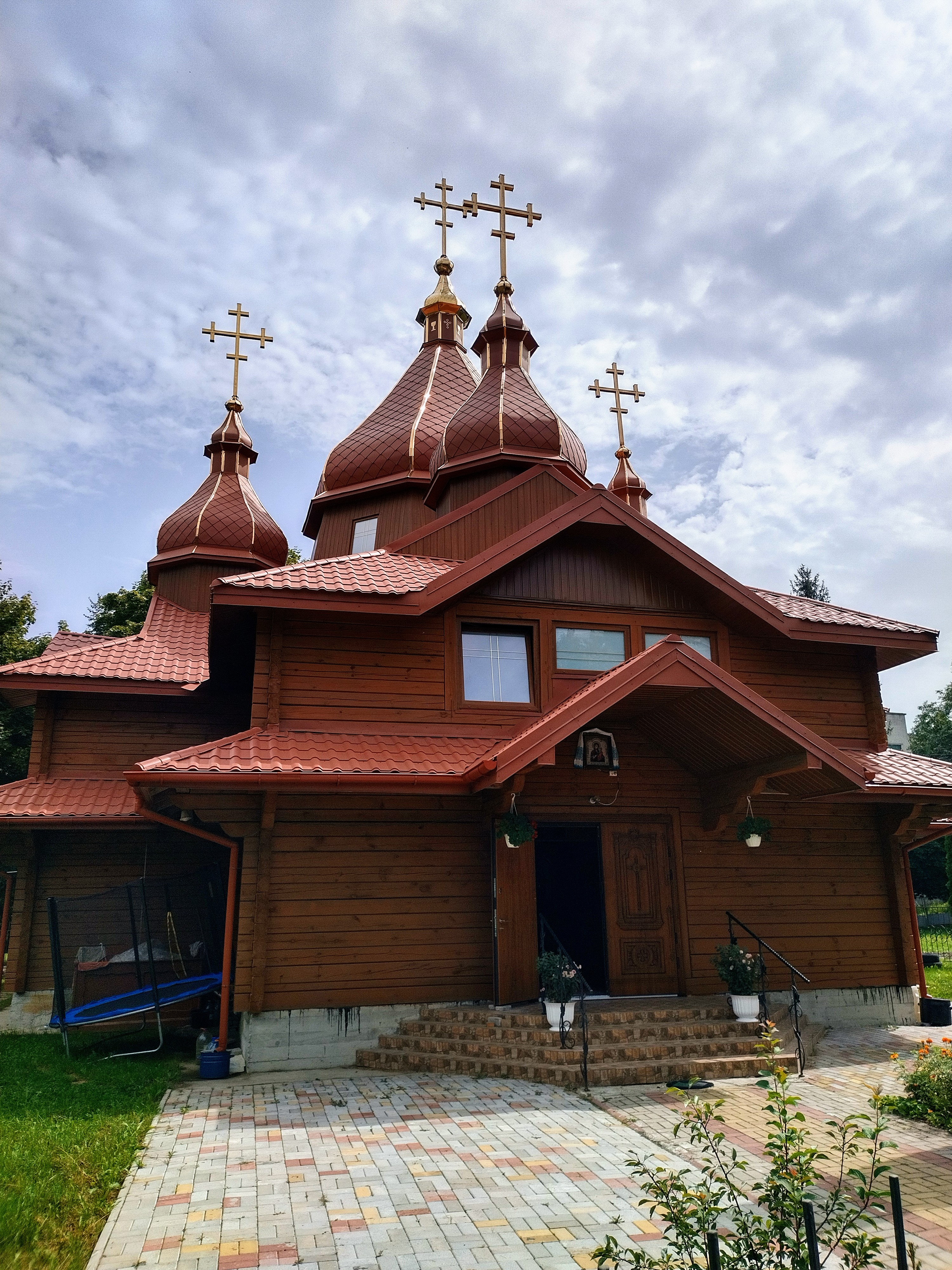
Церква Стрітення Господнього (2022)